# Bernard Bernstein
Bernard Bernstein (* 16. März 1899 in Kensington; † 24. Oktober 1963) war ein englischer Tischtennisspieler, der an zwei Weltmeisterschaften teilnahm und 1926 im Mannschaftswettbewerb Bronze gewann.

## Werdegang
Neben Tischtennis spielte Bernard Bernstein auch Billard. 1925/26 siegte er bei der Tischtennismeisterschaft von London. 1926 nahm er an der Weltmeisterschaft teil. Im Einzel verlor er in der ersten Runde gegen Dániel Pécsi (Ungarn), und auch im Doppel mit seinem Landsmann C. G. Mase schied er in sofort gegen die Österreicher Paul Flußmann/Munio Pillinger aus. Am erfolgreichsten war er im Mannschaftswettbewerb, wo er hinter Ungarn und Österreich Bronze gewann.
Bei der Weltmeisterschaft 1954 trat er nochmals im Einzelwettbewerb an, überstand dabei allerdings nicht die Qualifikationsrunde.

## Turnierergebnisse
| Verband | Veranstaltung     | Jahr | Ort     | Land | Einzel    | Doppel       | Mixed        | Team |
| ------- | ----------------- | ---- | ------- | ---- | --------- | ------------ | ------------ | ---- |
| ENG     | Weltmeisterschaft | 1954 | Wembley | ENG  | Qual      | keine Teiln. | keine Teiln. |      |
| ENG     | Weltmeisterschaft | 1926 | London  | ENG  | letzte 64 | letzte 32    | keine Teiln. | 3    |